# 中国东方航空583号班机事故
中国东方航空583号班机是從中國北京首都國際機場經中国上海虹桥国际机场飞往美国加利福尼亚州洛杉矶洛杉矶国际机场的定期班机。
在1993年4月6日夏威夷时间（UTC−10:00）1时10分许，执飞这一航班的MD-11飞机在太平洋上空阿留申群岛附近以0.84马赫巡航时，由于道格拉斯飞行器公司对襟翼/缝翼控制手柄的设计存在缺陷，使其容易被误碰。这导致机组成员意外地将飞机的前缘缝翼放出，使得该飞机经历了長達96秒剧烈的俯仰过程。

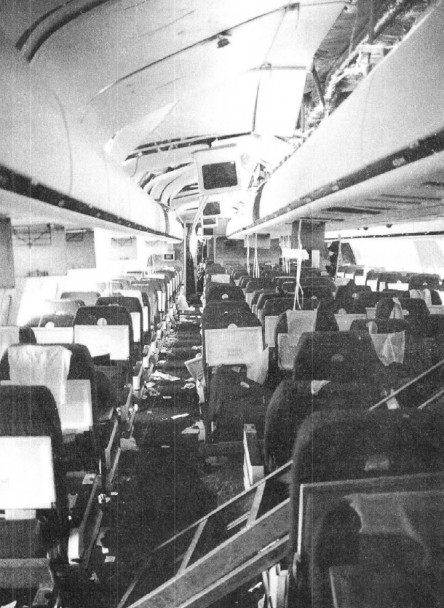
583航班机舱受损情况

缝翼放下后产生的力矩迫使飞机抬头，飞机的俯仰角增大至9.5度，触发失速警报。机长收回缝翼时，导致飞机进入剧烈的俯仰角振荡，13秒内机头向上和向下连续三次反复，最猛烈时俯仰角达到向下24.3度。
经过这一系列振荡，飞机丢失约5千英尺的高度，速度骤增至364节，触发超速警报。
最终，该航班在美国阿拉斯加州塞米奇群岛的謝米亞空軍基地迫降。
在机上共计255名乘客和机组人员中，有60人入院观察，2人最终伤重不治。在所有的驾驶舱人员中，5人没有受伤，3人重伤。在所有的客舱服务员中，8人没有受伤，4人重伤。在所有幸存的乘客中，有84人没有受伤，96人受轻伤，53人受重伤。直到1993年4月24日，除仍有3人留院观察外，其余人员均已出院。
该机后来易手Sky Lease Cargo，现已被拆解。
MU583這個航班號現時仍被東方航空用於上海至洛杉磯的航班，只是起飛地已改為浦東機場，機型也由MD-11改為空中巴士A340-600，后来又改為空中巴士A330-200，现在由波音777-300ER执飞；现任返程航班號則為MU586（1998年时仍为583的附加航班，曾發生迫降事故，亦涉及MD-11）。
2012年8月9日，已更改为空中巴士A340执飞的MU583航班（注册编号B-6050）在上海浦东国际机场与一架编号为9M-MRO的马航波音777客机（当时航班号MH389）发生擦撞，导致马航客机的机翼受损，而这架马航客机即为2年后失踪的MH370。
该事故被空中浩劫收录于第25季中，标题“Cabin Chaos” （飘零燕）。

## 外部連結
- Final Accident Report （页面存档备份，存于） - 美国国家运输安全委员会 （英文）